# William Millward
William Millward (30 juin 1822 - 28 novembre 1871) est un homme politique américain qui est membre du parti de l'opposition à la Chambre des représentants des États-Unis pour le 3e district du Congrès de Pennsylvanie de 1855 à 1857 et membre républicain pour le 4e district du Congrès de Pennsylvanie de 1859 à 1861. Il est marshal pour le tribunal de district des États-Unis pour le district oriental de Pennsylvanie de 1861 à 1865 et directeur de la Monnaie des États-Unis d'octobre 1866 à avril 1867.

## Jeunesse et éducation
Millward est né le 30 juin 1822 dans le quartier de Northern Liberties à Philadelphie, en Pennsylvanie. Il fréquente les écoles publiques et travaille dans la fabrication du cuir.

## Carrière
Il est élu candidat du parti de l'opposition au trente-quatrième Congrès et siège en tant que représentant des États-Unis pour le troisième district de Pennsylvanie du 4 mars 1855 au 4 mars 1857. Il ne réussit pas à se faire réélire en 1856 en tant que candidat unioniste, mais il est élu sous l'étiquette républicaine au trente-sixième Congrès et est représentant des États-Unis pour le quatrième district de Pennsylvanie, du 4 mars 1859 au 4 mars 1861.
Nommé par le président Abraham Lincoln, Millward est marshal pour le tribunal de district des États-Unis pour le district Est de Pennsylvanie de 1861 à 1865, confisquant et détruisant les journaux démocrates dans les trains, les bureaux de poste et les navires au port. Il participe à la vente du brick britannique Ariel, capturé par l'Atlantic Blockading Squadron pendant la guerre de Sécession et vendu aux enchères.
Il est nommé directeur de la Monnaie des États-Unis en septembre 1866 par le président Andrew Johnson, mais sa nomination n'est pas confirmée par le Sénat des États-Unis et il n'a sert que six mois, d'octobre 1866 à avril 1867,.
Millward meurt à Kirkwood, dans le Delaware, le 28 novembre 1871 et est inhumé au cimetière de Laurel Hill à Philadelphie.